# Листоблішка грушева
 Грушева листоблішка або грушева медяниця (лат. Cacopsylla pyri) — комаха з родини листоблішок ряду клопів. Монофаг. Пошкоджує грушу. Зустрічається у всіх зонах України але найпоширеніша в степу, Криму й Лісостепу.

## Опис
Сіра або жовто-бура дрібна комаха, близько 2,5-3 міліметрів завдовжки, з чотирма прозорими крилами, складеними над спинкою у вигляді даху. Колір тіла від оранжево-червоного (літня форма) до темнокоричневого, вусики брудножовті; щиток середньоспинки помаранчевий з жовтизною по кутках; задні ноги стрибальні, брудножовті, стегна світлокоричневі; черевце темнокоричневе. Яйце розміром 0,3 міліметри, видовженоовальне, з коротким стебельцем; свіжовідкладене — молочнобіле, у подальшому — світлооранжеве. Личинка плоска з округлим черевцем, спочатку світложовта, пізніше — від жовтозеленого до коричневого кольору. Німфа 1,6 — 1,9 міліметрів завдовжки, довгаста, зеленуватокоричнева, вусики семичленикові, крилові чохлики перехресні.

## Екологія

На грушах добре видно чорний наліт сажкового грибка який розплоджується на медяній росі виділеній грушевими листоблішками.

Зимує доросла медяниця в щілинах кори і під листям на землі. Навесні до розпускання бруньок вилазить на дерева і висмоктує сік з бруньок. Виходять рано за середньодобової температури мінус 2 — 3 °С (на півдні — наприкінці лютого — на початку березня, в Лісостепу — у середині березня). При 5 °С починається спарювання, при 10 °С — відкладання яєць. Самка відкладає дуже дрібні жовті довгасті яйця на гілки і пагони, а після розпускання бруньок — на листя, вздовж головної жилки. Самки, що перезимували, живуть від 30 до 45 діб. За цей час вони в кілька прийомів з інтервалом 5 — 6 діб відкладають від 400 до 600 яєць, розміщуючи їх у вигляді ланцюжка біля основи бруньок, на квітконіжках. Наступні покоління відкладають яйця на листки групами по 20 — 30 штук. Через 8 — 10 діб з яєць виходять жовті шестиногі личинки, які висмоктують сік з листків, квітконіжок, пагонів і плодів. Вони проникають усередину бруньок, які розпускаються, пізніше переходять на квітконіжки, молоді пагони, черешки листя, зав'язі. Личинки виділяють велику кількість солодкої прозорої рідини — «медяної роси». Згодом ця рідина вкриває личинку, захищаючи її від несприятливих умов зовнішнього середовища і хижаків. При великому скупченні медяниці виділяють так багато «медяної роси», що вона навіть стікає на землю. На листках, гілках і плодах, змочених «медяною росою», оселяється сажковий грибок, який вкриває все чорним нальотом. Плоди груші, пошкоджені медяницею і вкриті сажистим грибком, недорозвинені і, отже, втрачають товарну якість; листя і пагони всихають, дерева відстають у рості, перестають плодоносити і пошкоджуються морозом. Після п'яти линянь перетворюються на імаго, що збігається із закінченням цвітіння груші. Тривалість розвитку від яйця до дорослої комахи становить приблизно 17 — 25 діб. Через 2 — 3 доби після окрилення листоблішки спарюються і розпочинають відкладання яєць, даючи початок розвитку другого покоління. Плодючість літніх поколінь — 700—1200 яєць із середньодобовою кладкою 20 — 80 яєць. У лісостеповій зоні грушева медяниця розвивається в чотирьох, на півдні — у п'яти поколіннях, що накладаються одне на одне. Для розвитку одного покоління потрібна сума ефективних температур 400 °С при нижньому порозі 6 °С.

## Паразити
На грушевій листоблішці паразитують ендопаразити (такі паразити, що живуть всередині організму хазяїна) з родини Aphelinidae — Marietta picta, Caccophagus licimnia, Prionomitus mitratus, Trechnites psyllae, Sectiliclava cleonae, Aphidencyrtus taeniatus і Pteromalidae — Pachyneuron solitarium, Pachyneuron aphidis.